# Ivajlo Jordanov
Ivajlo Stojmenov Jordanov (Bulgaars: Ивайло Стоименов Йорданов) (Samokov, 22 april 1968) is een voormalig Bulgaars voetballer. Hij speelde meestal als verdedigende middenvelder of centrale verdediger.
Hij kwam 50 keer uit voor het Bulgaars voetbalelftal en scoorde 3 keer. Hij speelde onder andere op het Europees kampioenschap voetbal 1996. In 1997 werd hij verkozen tot Bulgaars voetballer van het jaar.
Yordanov begon zijn carrière bij Rilski Sportist Samokov.